# Вилт

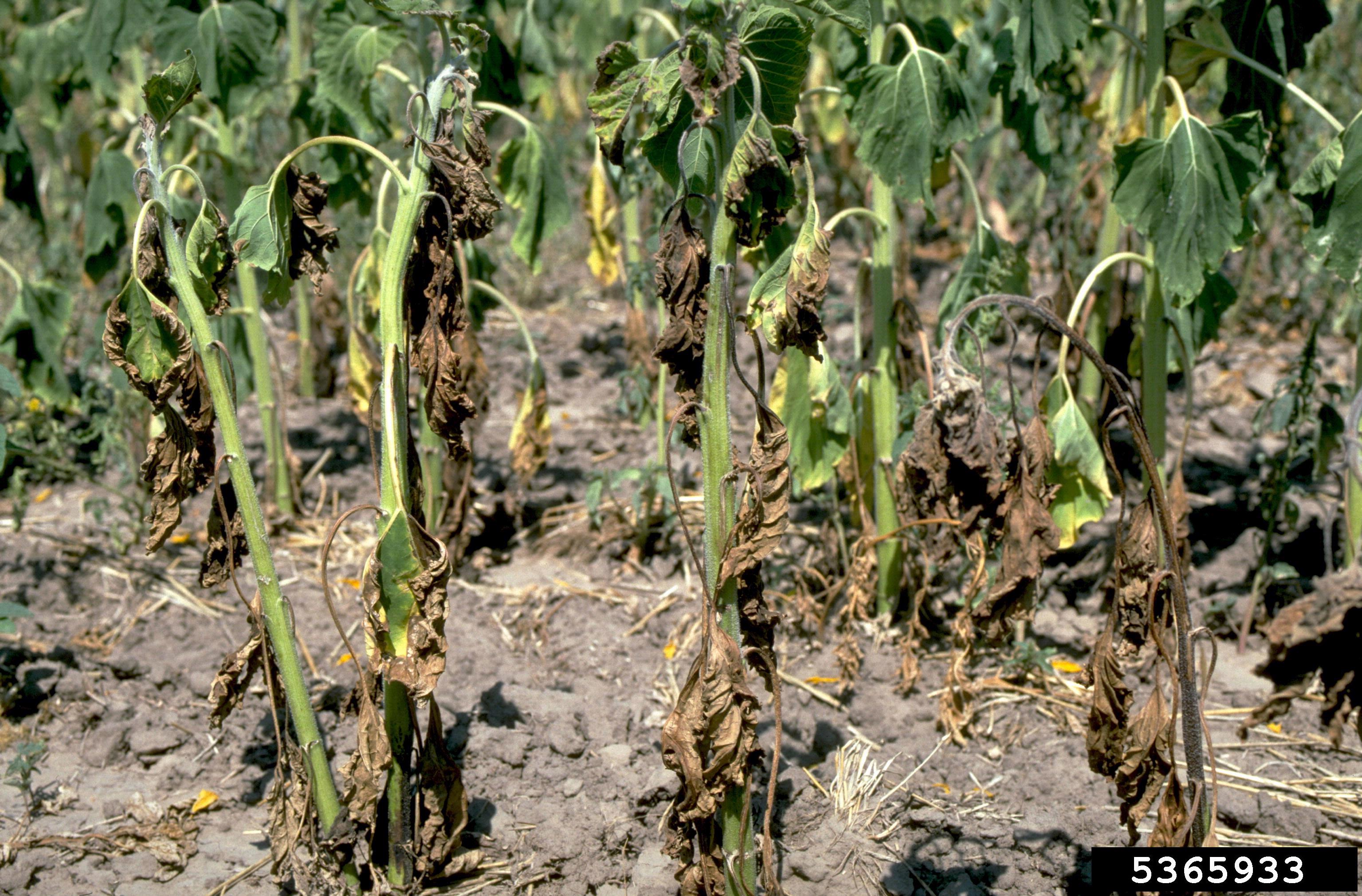
Подсолнечник, поражённый вертицеллёзным увяданием

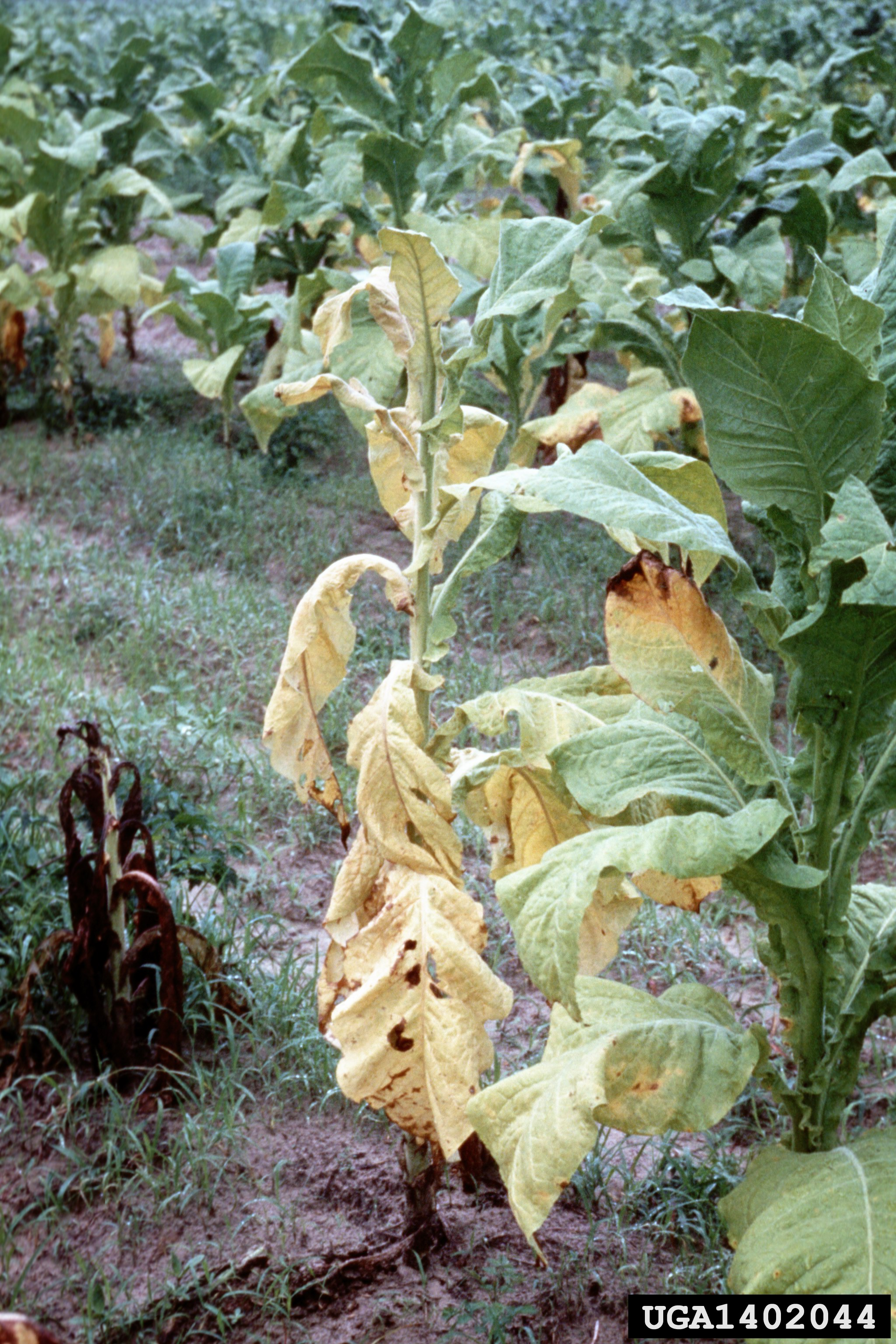
Фузариозное увядание табака

Вилт (от англ. wilt — вянуть) — различные болезни растений, вызываемые разнообразными причинами, общим симптомом которых является увядание.
Чаще всего вилтом называют трахеомикозы — заболевания, вызываемые грибами из рода Verticillium (вертицеллёзный вилт) и Fusarium (фузариозный вилт). Иногда этим термином обозначают также некоторые бактериозы, ведущие к увяданию растений.
Признаки вилта — пониклость листьев и ветвей, вызванная потерей тургора, и образование характерных пятен на поражённых органах. Возбудители проникают в растения через корневые волоски или мелкие повреждения и распространяются через почву, с семенами, растительными остатками, посадочным материалом и т. д. Увядание вызывается закупоркой сосудов, в которых концентрируется мицелий гриба, и общей интоксикацией. Как правило, вилт в конечном итоге приводит к гибели всего растения (реже — отдельных поражённых органов).
Вертицеллёзное увядание поражает хлопчатник, подсолнечник, картофель, томаты, хмель и другие растения. В частности, у хлопчатника оно вызывается грибом Verticillium dahliae и проявляется в образовании жёлтых пятен на нижних листьях, которые постепенно буреют и подсыхают, а листья начинают опадать. На разрезе стебля заметно побурение сосудистых пучков. Волокно и семена в коробочках остаются недоразвитыми. Иногда заболевание проявляется внезапно: в этом случае пятна не появляются, но листья засыхают и куст погибает.
Фузариозное увядание поражает хлопчатник, картофель, тыквенные, бобовые, розы, крестоцветные и другие растения. В частности, у картофеля его вызывают Fusarium oxysporum и Fusarium bulbigenum. Основание поражённых листьев буреет, они желтеют и отмирают, растение теряет тургор и погибает.
Меры борьбы — использование устойчивых сортов, севооборот, применение фунгицидов, протравливание семян, уничтожение растительных остатков и т. п.